# Ehrharteae
Ehrharteae Nevski, 1937 è una tribù di piante erbacee angiosperme monocotiledoni appartenenti alla famiglia Poaceae (sottofamiglia Ehrhartoideae).

## Etimologia
Il nome della tribù deriva dal suo genere tipo Ehrharta Thunb. il cui nome è stato dato in ricordo del botanico germanico Jakob Friedrich Ehrhart (1742-1795). Il nome scientifico della tribù è stato definito dal botanico russo Sergei Arsenjevic Nevski (1908–1938) nella pubblicazione "Trudy Botanicheskogo Instituta Akademii Nauk SSSR. Ser. 1. Flora i Sistematika Vyssikh Rastenii. Acta Instituti Botanici Academiae Scientiarum URPSS. Moscow & Leningrad [St. Petersburg] - ser. 1, Fl. Sist. Vyssh. Rast. 4: 227. 1937" del 1937.

## Descrizione

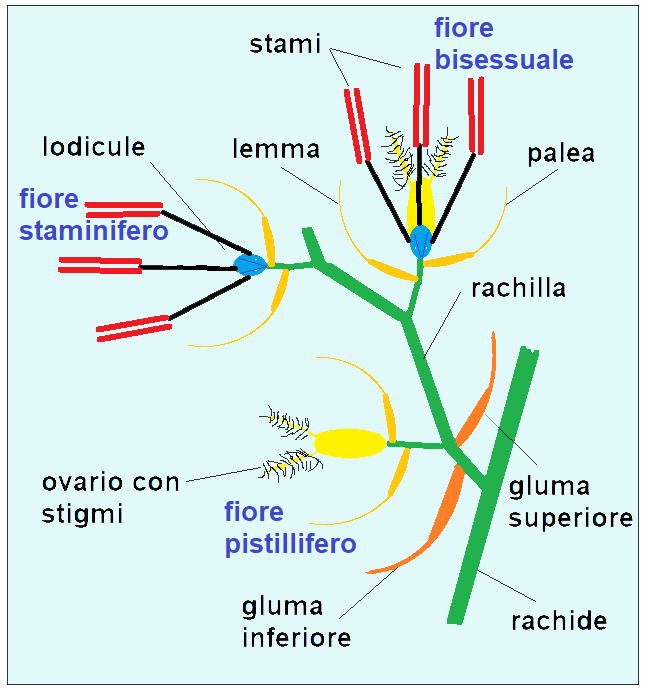
Spighetta generica con tre fiori diversi

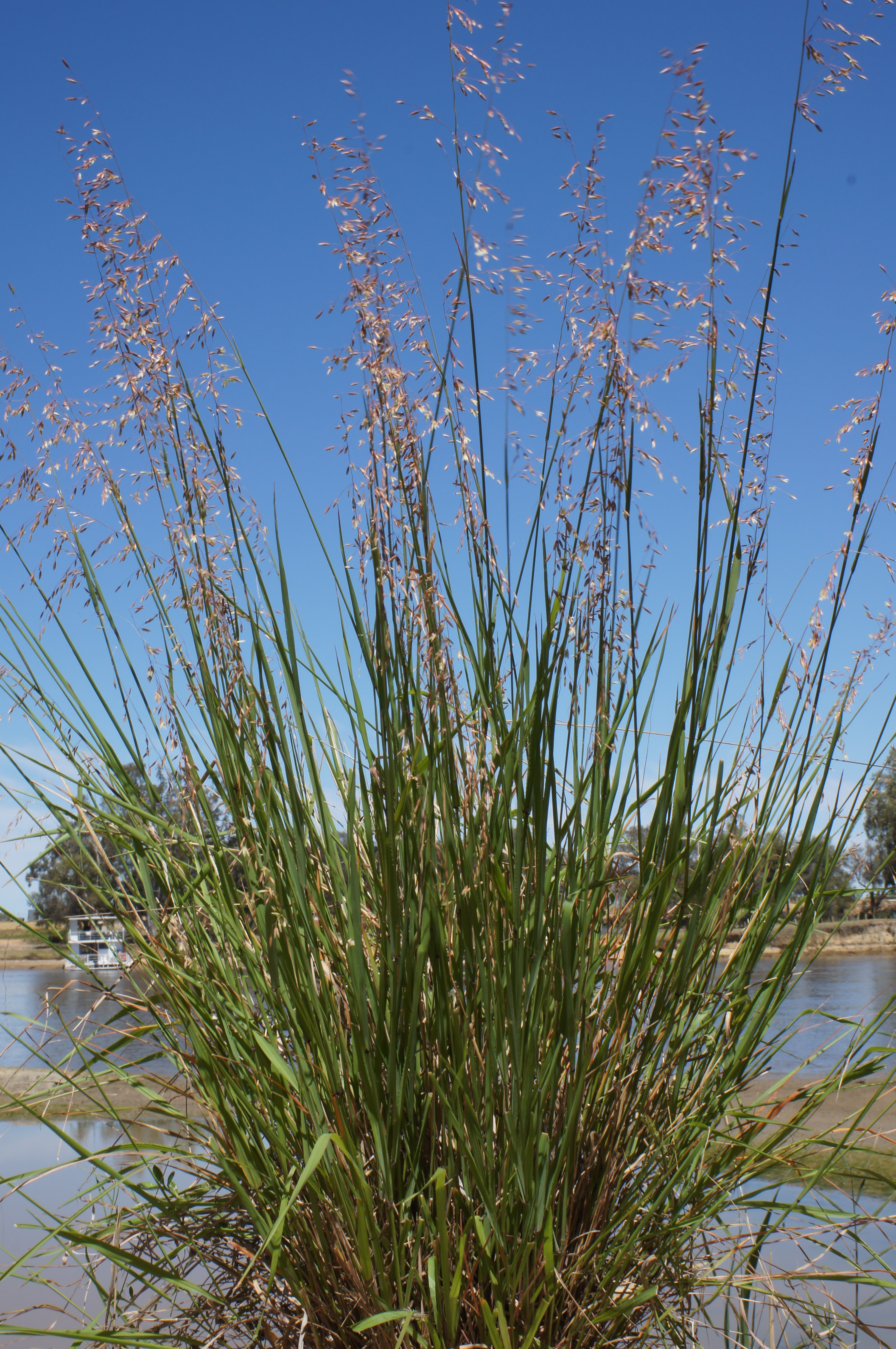
Il portamento
Ehrharta calycina

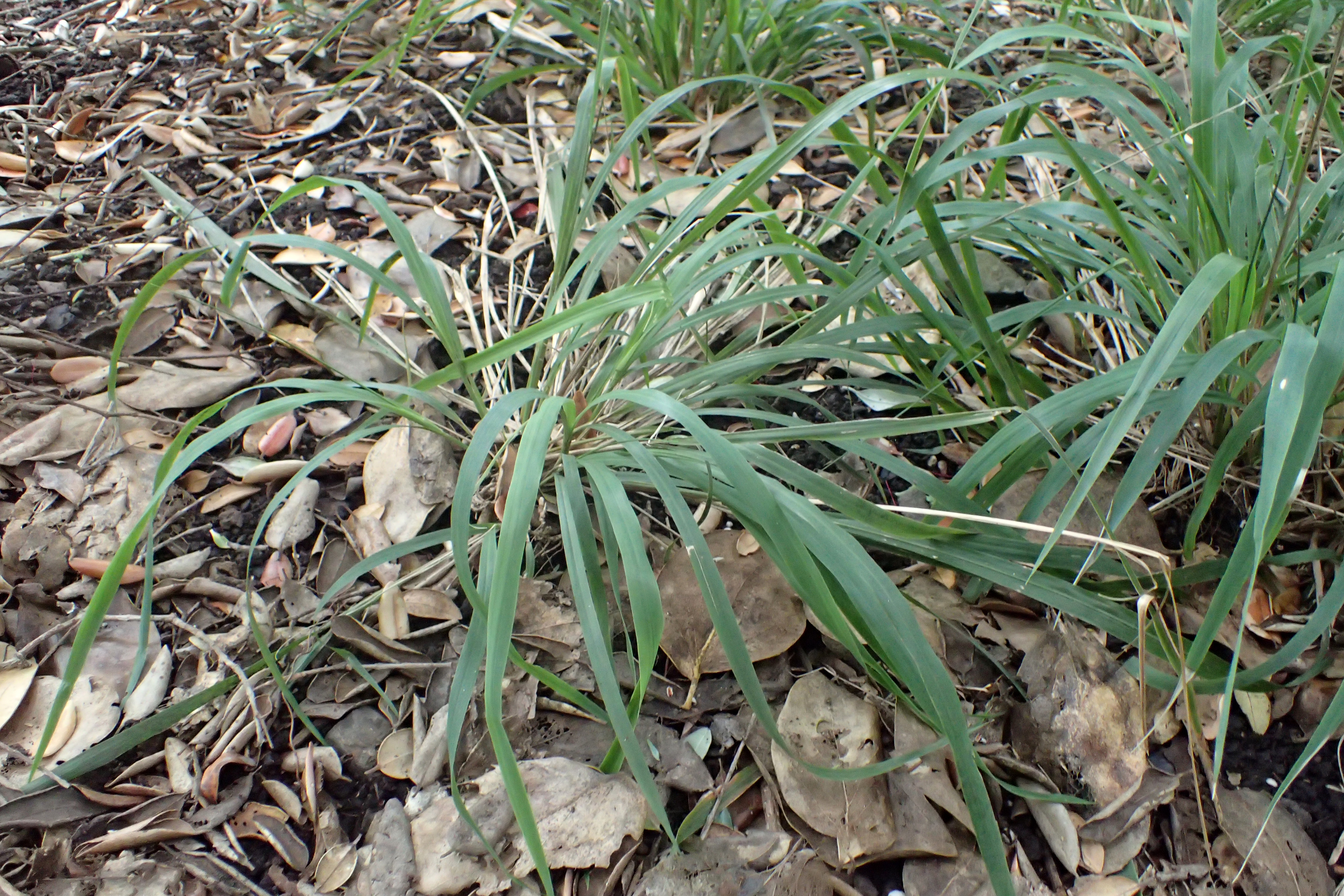
Le foglie
Ehrharta diplax

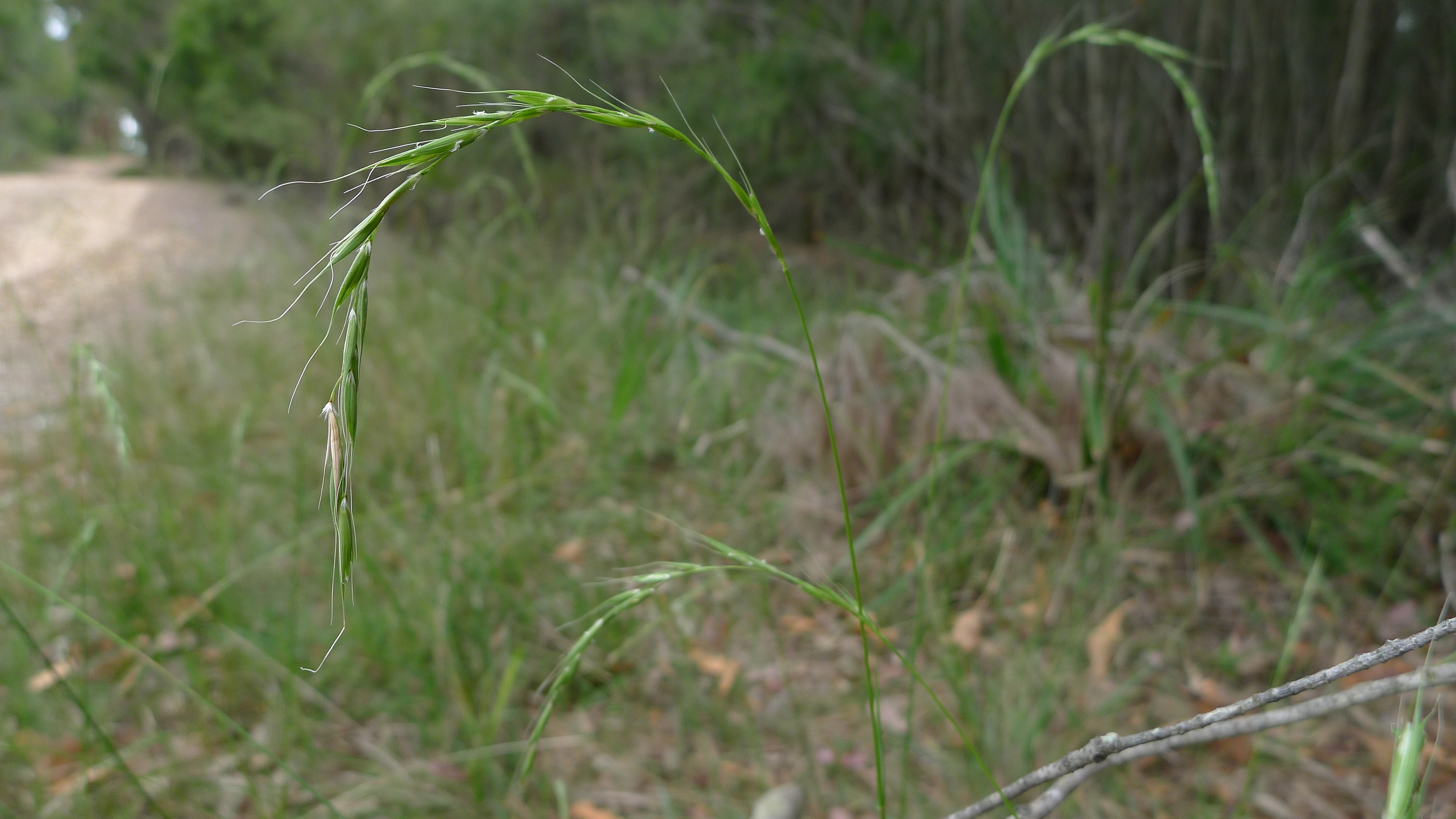
Infiorescenza
Microlaena stipoides

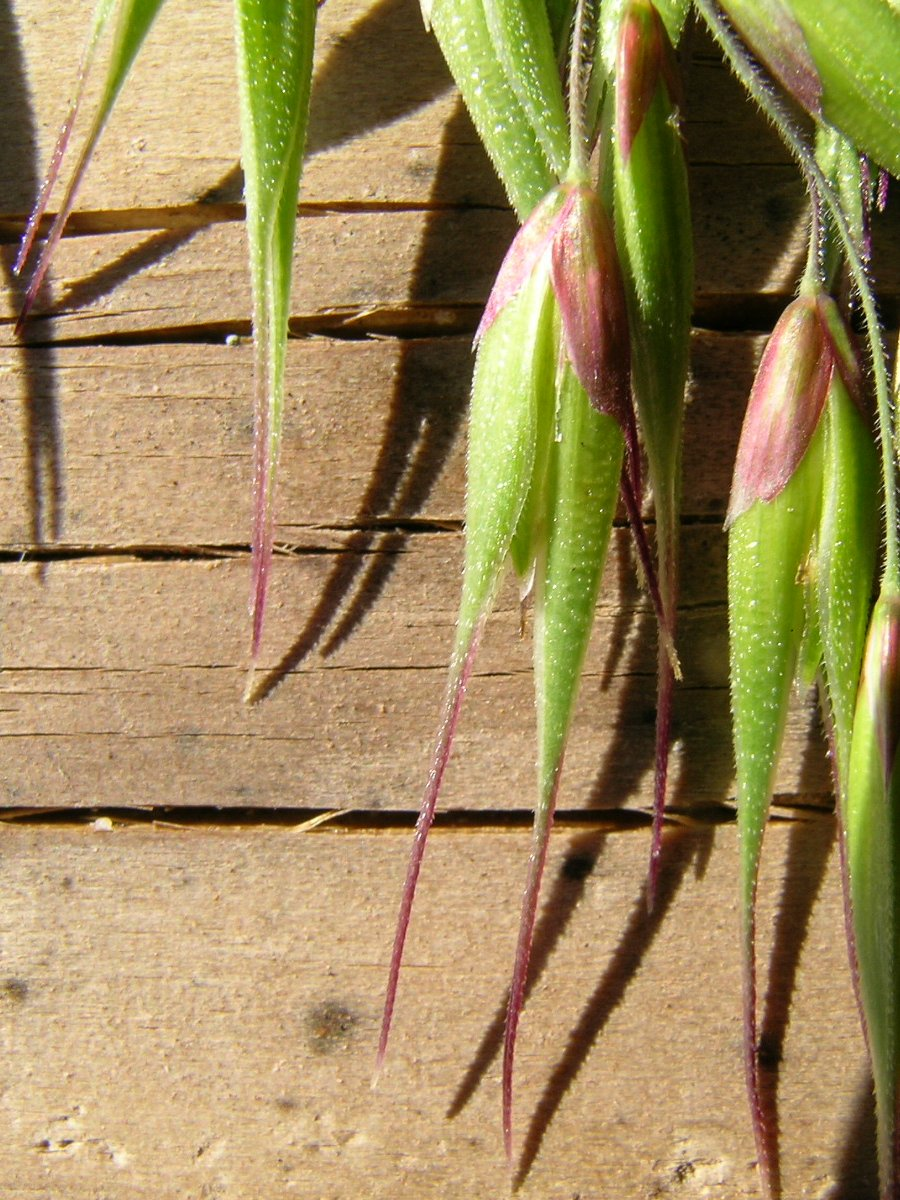
Spighette
Ehrharta longiflora

### Portamento
Il portamento delle specie di questa tribù è erbaceo annuale o perenne rizomatoso (i rizomi in Microlaena sono corti), stolonifero, o cespitoso (talvolta sufruttescente) con culmi legnosi. Le radici in genere sono del tipo fascicolato.

### Foglie
Le foglie lungo il culmo sono alterne e distiche. Sono composte da una guaina, una ligula (membranosa o frangiata con peli) e una lamina. La lamina delle foglie è relativamente ampia con delle forme da lineari a lanceolate con apice acuminato. Le foglie a volte possono presentarsi arrotolate con o senza padiglioni auricolari. Le venature sono parallelinervie con brevi vene trasversali poco visibili. Il sistema vascolare della venatura primaria (costola principale o centrale) è semplice. Nelle foglie sono presenti dei corpi di silice o fitoliti (con forme bilobate o "orizoidi") che hanno la funzione di aumentare la rigidità e resistenza delle foglie.

### Fiori
- Infiorescenza principale (sinfiorescenza o semplicemente spiga): le infiorescenze, ramificate oppure no, hanno la forma di una pannocchia contratta (in Ehrharta) o aperta (in Microlaena), a volta a forma di un racemo. Raramente l'infiorescenza è formata da una sola spighetta.
- Infiorescenza secondaria (o spighetta): le spighette sono composte in Ehrharta da un solo fiore fertile sotteso da due glume subuguali con forme da ovate o lanceolate, mentre sono presenti in posizione prossimale due fiori sterili ridotti a lemmi sterili e vuoti; in Microlaena le spighette sono formate da 2 fiori basali sterili e uno distale fertile. Le spighette sono lateralmente compresse. La rachilla non è prolungata. La disarticolazione è sotto i fiori fertili (sopra le glume, ma non tra i fiori anche se sterili). Le glume possono essere assenti, mentre se presenti possono essere persistenti. I fiori sterili sono senza palea oppure se presente è poco significativa. I lemmi possono essere con o senza spine, carenati, coriacei e trasversalmente rugosi.

I fiori fertili sono attinomorfi formati da 3 verticilli: perianzio ridotto, androceo e gineceo (assente nei fiori sterili). Alla base del fiore sono presenti due brattee: la palea e il lemma. In questo gruppo sono presenti fiori cleistogamici.
- Formula fiorale:[4]
 P 2, A (1-)3(-6), G (2–3) supero, cariosside.
- Il perianzio è ridotto e formato da due lodicule, delle squame, poco visibili (forse relitto di un verticillo di 3 sepali).
- L'androceo è composto da 2, 3, 4 o 6 stami ognuno con un breve filamento, una antera e due teche. Le antere sono basifisse con deiscenza laterale. Il polline è monoporato.
- Il gineceo è composto da 3-(2) carpelli connati formanti un ovario supero. L'ovario, glabro o pubescente e con appendice apicale presente oppure no, ha un solo loculo con un solo ovulo subapicale (o quasi basale). L'ovulo è anfitropo e semianatropo e tenuinucellato o crassinucellato. Lo stilo è unico con due stigmi papillosi.

### Frutti
I frutti sono del tipo cariosside, ossia sono dei piccoli chicchi indeiscenti nel quale il pericarpo è formato da una sottile parete che circonda il singolo seme. In particolare il pericarpo è fuso al seme e aderente. La forma è allungata e appiattita. L'endosperma è duro e l'ilo è lungo e lineare. L'embrione è sprovvisto di epibalsto. I margini embrionali della foglia si sovrappongono.

Alcuni dettagli morfologici
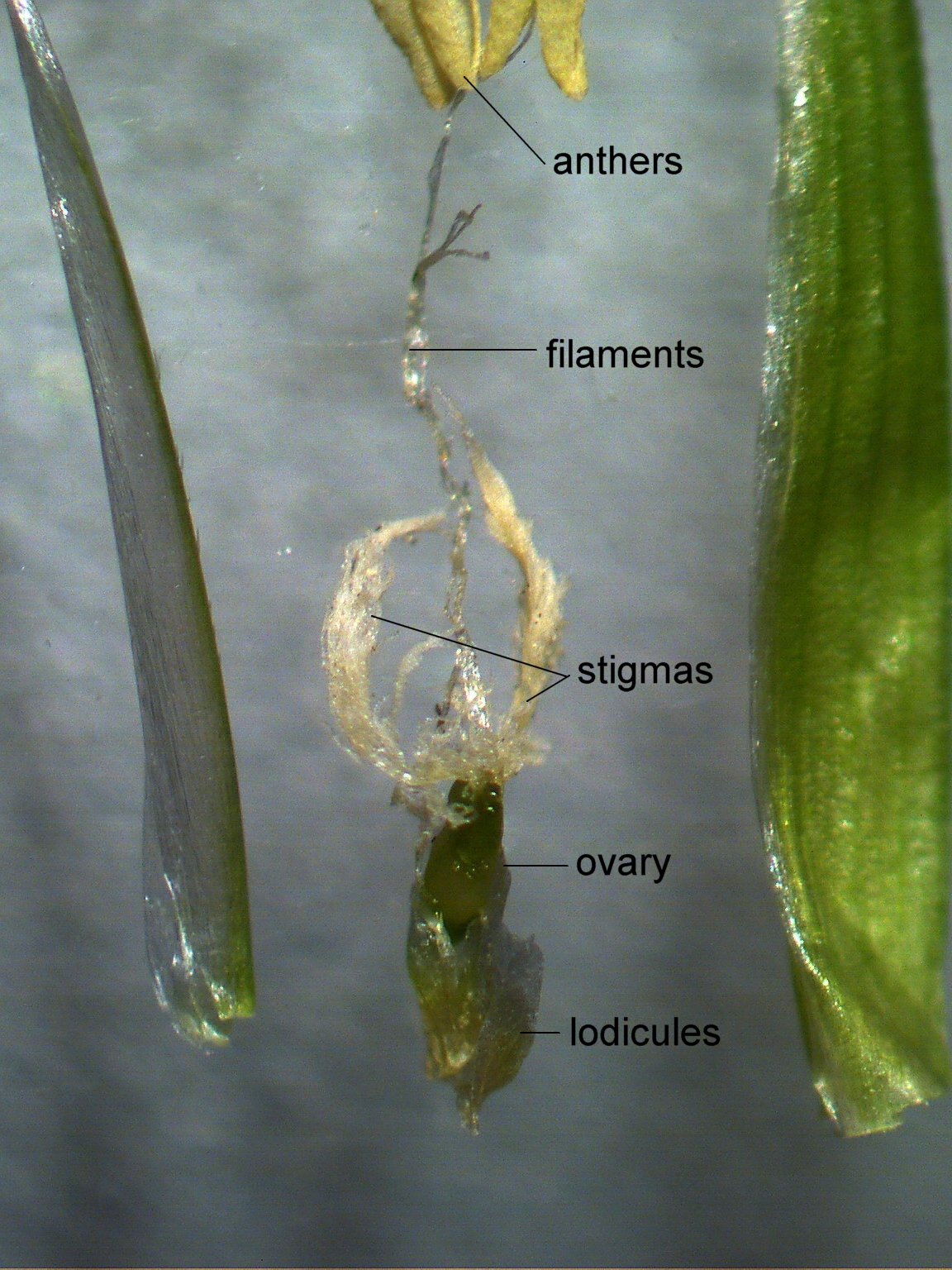
Componenti del fiore (Microlaena stipoides)
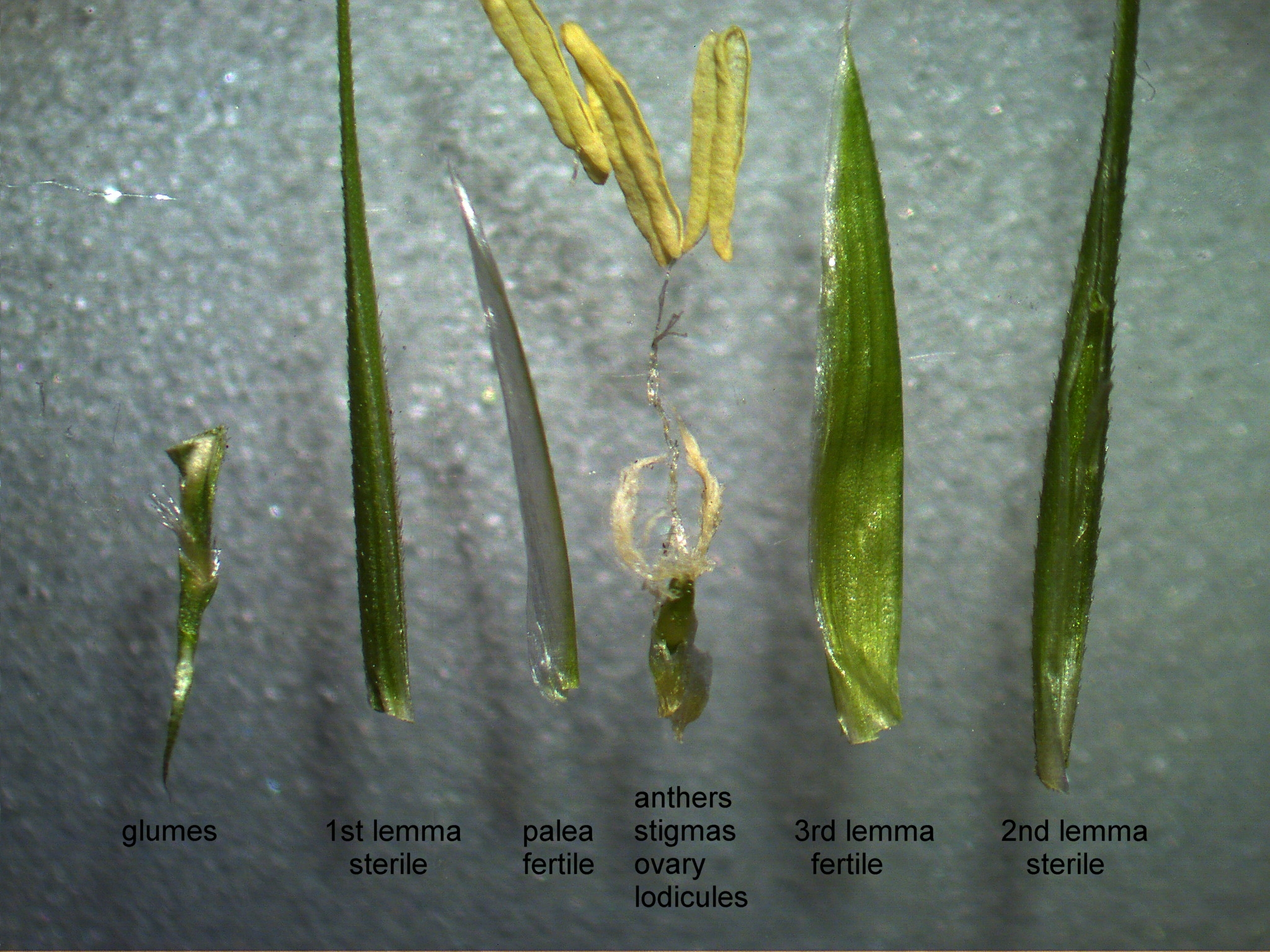
Componenti della spighetta (Microlaena stipoides)
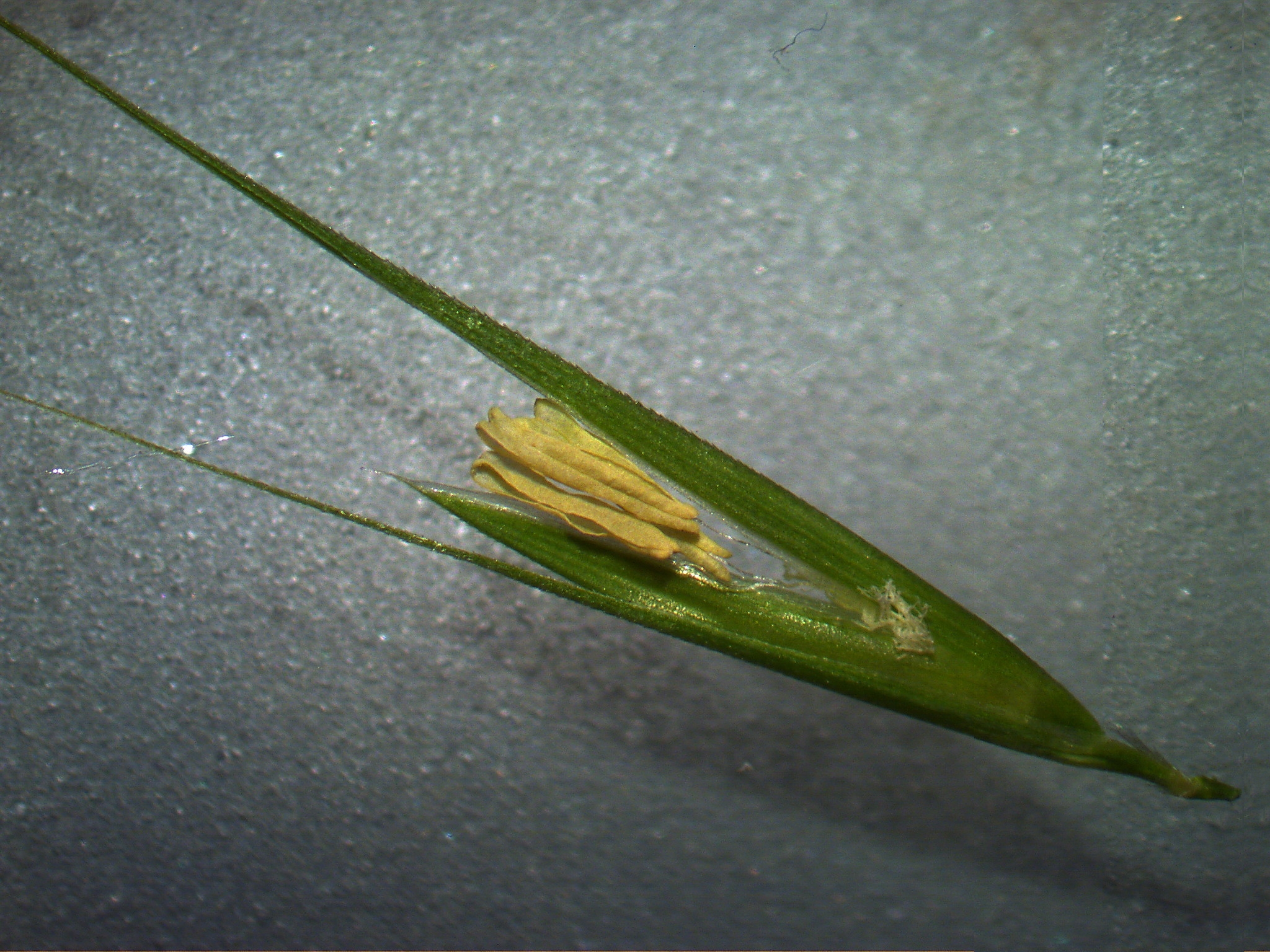
Spighetta intera (Microlaena stipoides)
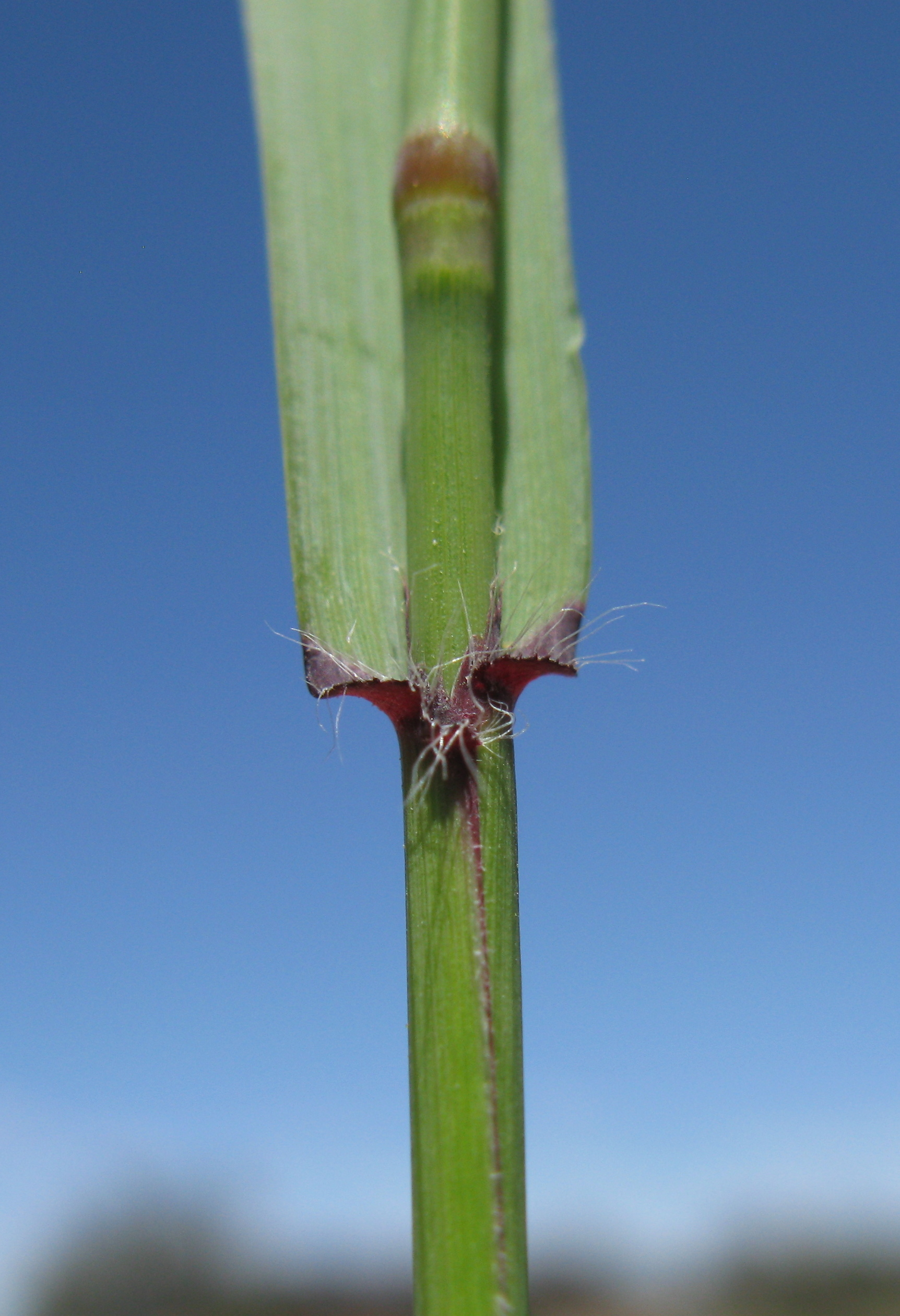
Culmo, guaina, ligula e lamina (Ehrharta calycina)
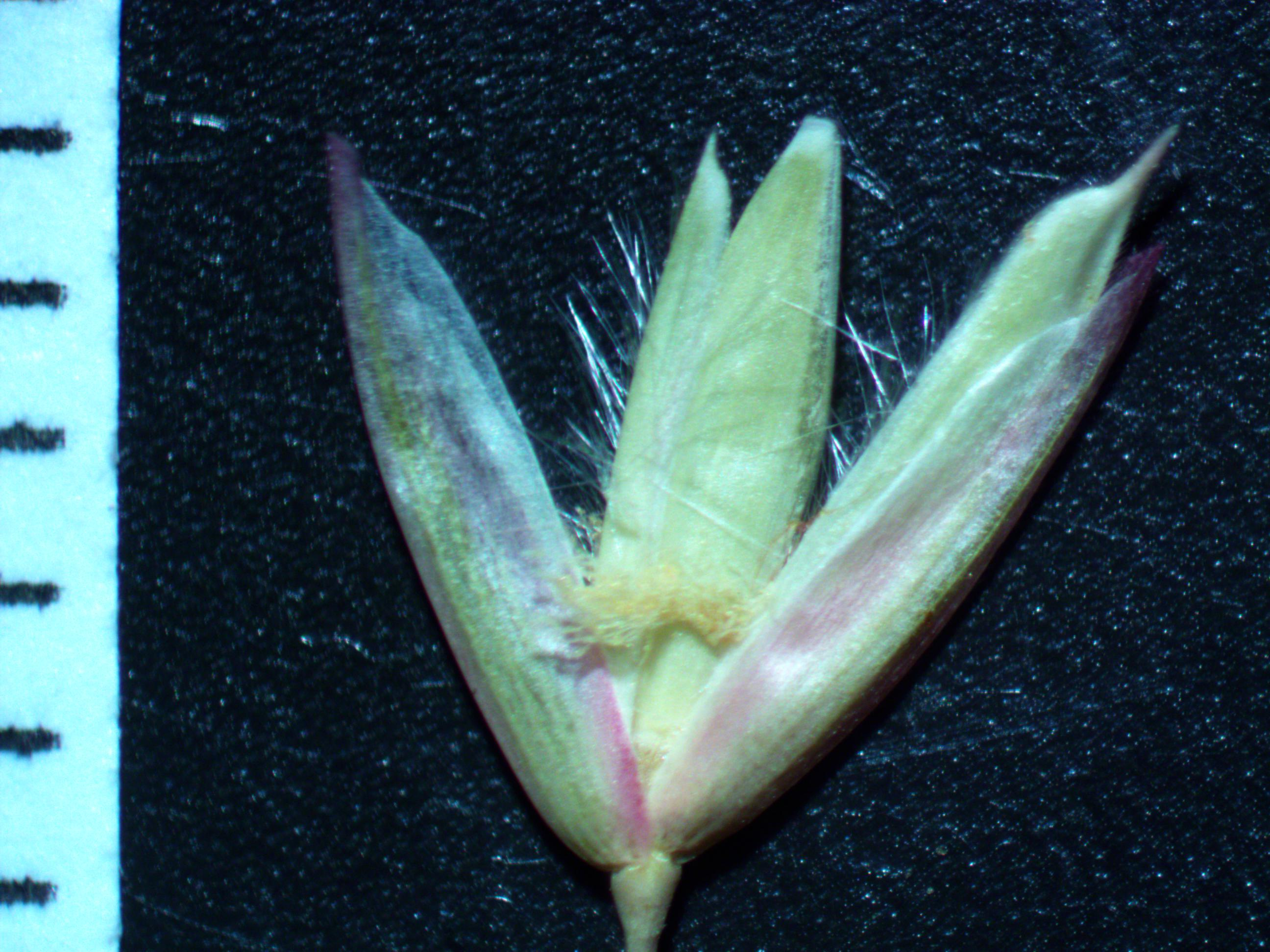
Spighetta (Ehrharta calycina)
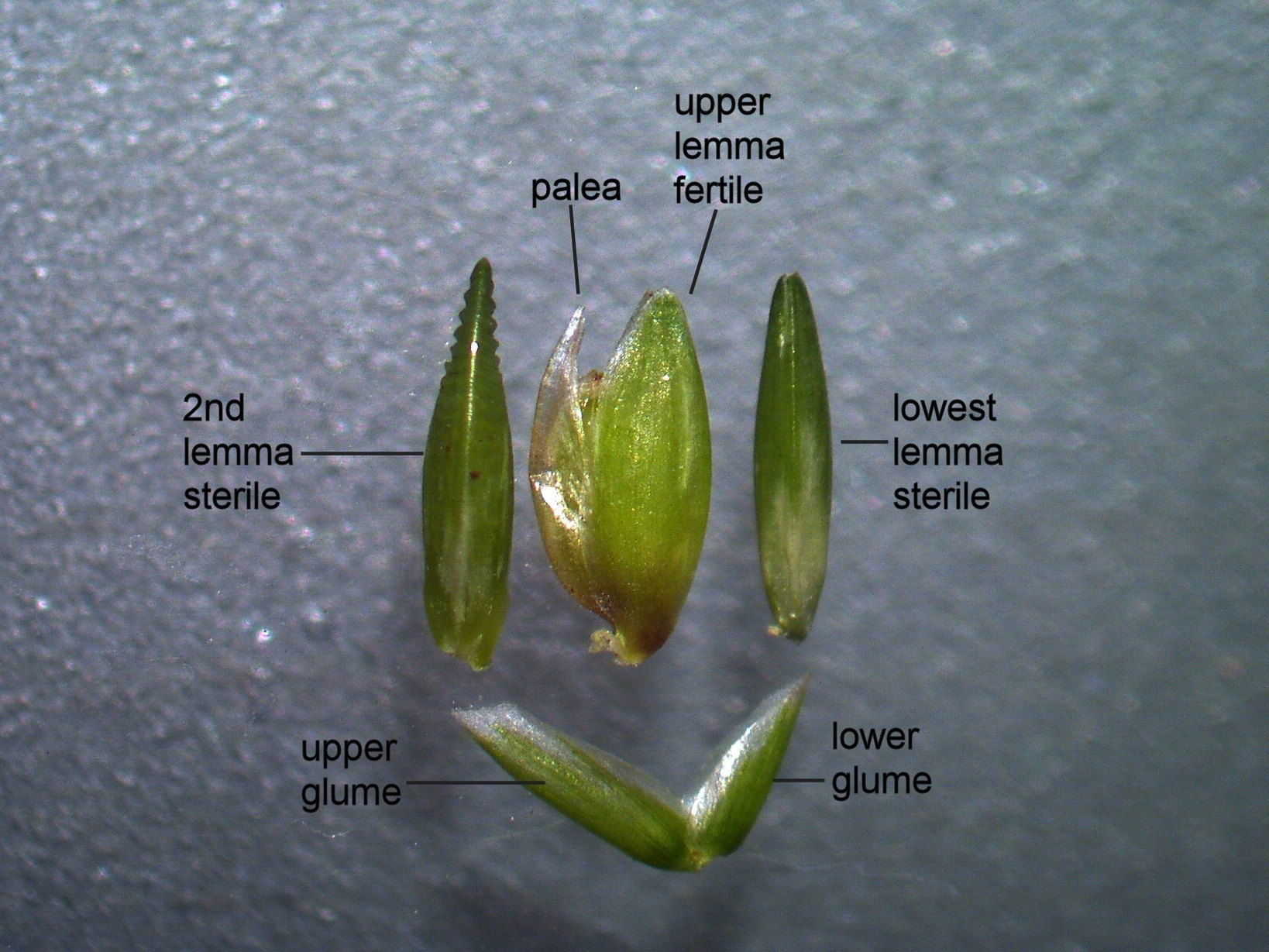
Spighetta (Ehrharta calycina)
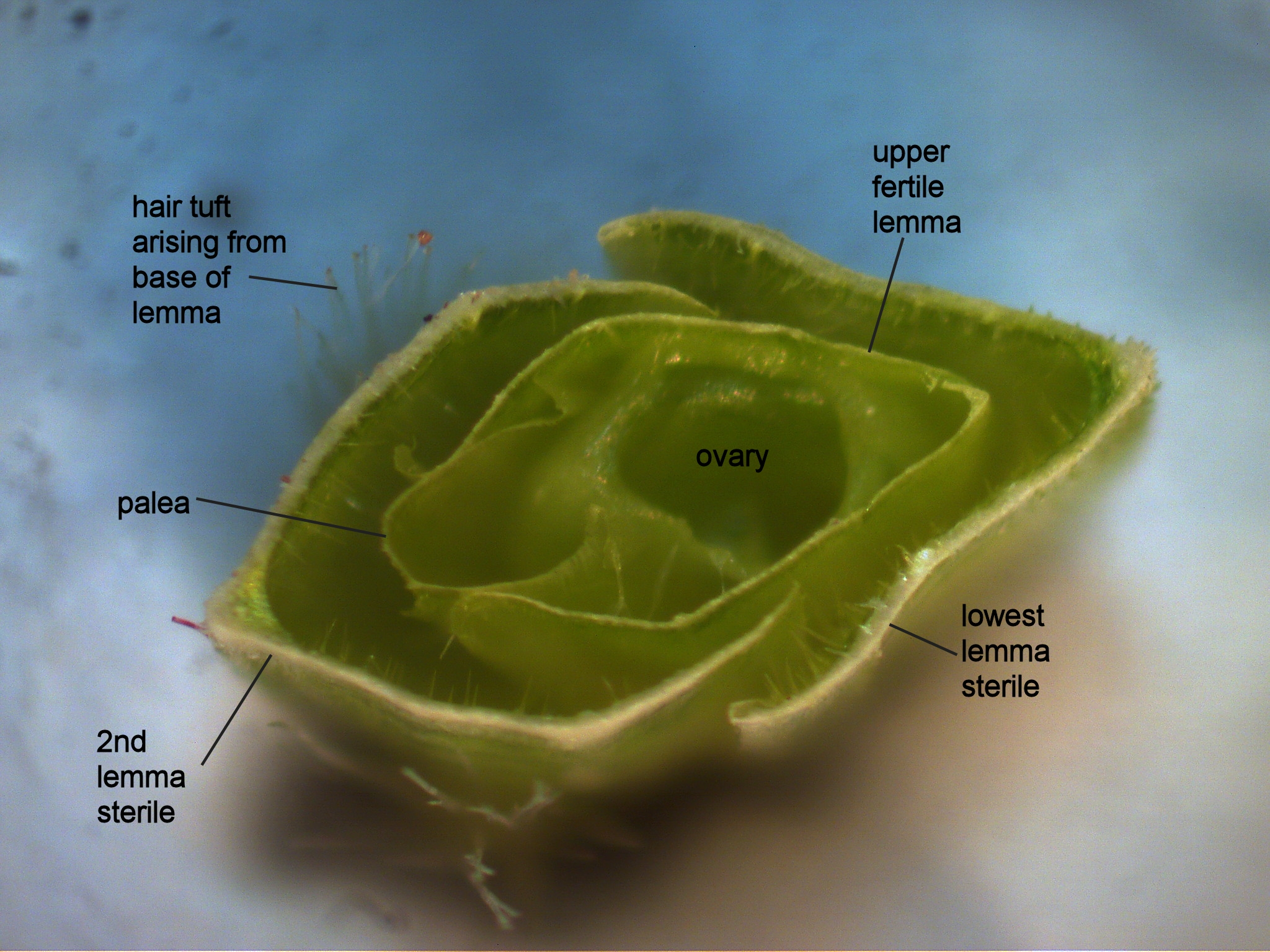
Spighetta sezionata (Ehrharta longiflora)

## Biologia
- Impollinazione: in generale le erbe delle Poaceae sono impollinate in modo anemogamo. Gli stigmi piumosi sono una caratteristica importante per catturare meglio il polline aereo. I questo gruppo sono presenti fiori cleistogamici per cui è possibile l'autoimpollinazione.[9]
- Riproduzione: la fecondazione avviene fondamentalmente tramite l'impollinazione dei fiori (vedi sopra).

I semi cadendo a terra, dopo aver eventualmente percorso alcuni metri a causa del vento (dispersione anemocora) sono dispersi soprattutto da insetti tipo formiche (mirmecoria).

## Distribuzione e habitat
La distribuzione delle specie di questa tribù è relativa all'Africa meridionale, Asia sud-meridionale e Nuova Zelanda con habitat secco-temperati.

## Tassonomia
La famiglia delle Poacee comprende circa 800 generi e oltre 9.000 specie. È una delle famiglie più numerose e più importanti del gruppo delle monocotiledoni. La famiglia è suddivisa in 12 sottofamiglie, il gruppo di questa voce è descritto al'interno della sottofamiglia Ehrhartoideae.

### Generi
La tribù comprende 4 generi e 40 specie:
- Ehrharta Thunb. (28 specie)
- Microlaena R.Br. (3 spp.)
- Tetrarrhena R.Br. (6 spp.)
- Zotovia Edgar & Connor (3 spp.)

### Specie presenti sul territorio italiano
Di questa tribù solamente due specie, qui sotto brevemente descritte, sono presenti sul territorio italiano.
- Ehrharta delicatula Stampf, 1897: è una pianta con 3 stami e ciclo biologico annuo; l'altezza varia da 4 a 7 dm; la forma biologica è terofita scaposa (T scap); il tipo corologico è Subtropicale - Subafricano; l'habitat tipico sono i prati umidi; la distribuzione sul territorio italiano è relativa al Centro-Sud fino ad una altitudine di 300 m s.l.m..

- Ehrharta erecta Lam., 1786: si differenzia da E. delicatula in quanto è una specie a ciclo biologico perenne con 6 stami.

### Filogenesi
Con la sottofamiglia di questa tribù inizia a divergere il "BEP Clade" comprendente oltre alla sottofamiglia Ehrhartoideae, le sottofamiglie Bambusoideae e Pooideae. Questo clade non ha sinapomorfie morfologiche note. Il clade "BEP" insieme al "PACMAD Clade" formano un "gruppo fratello". Quest'ultimo è formato dalle sottofamiglie Aristidoideae, Arundinoideae, Micrairoideae, Danthonioideae, Chloridoideae e Panicoideae. Possibili sinapomorfie per il clade "PACMAD" sono le foglie prive di pseudo-piccioli, fiori con 2 lodicule e 3 stami.
La circoscrizione di questa tribù è ancora in via di definizione. Alcuni Autori comprendono in questa tribù il genere Microlaena R. Br., mentre altri generi (Tetrarrhena R. Br. e Zotovia Edgar & Connor ) sono considerati sinonimi. Altri Autori considerano Microlaena polifiletico, mentre un riconoscimento dei generi Tetrarrhena e Zotovia renderebbe Ehrharta parafiletico.
Le sinapomorfie per questa tribù sono:
- l'epiblaso, una piccola appendice squamiforme posta in opposizione al cotiledone, qui è assente;
- il sistema vascolare della venatura primaria delle foglie è semplice.

Il numero cromosomico delle specie di questa tribù è: 2n = 24 e 48
La tribù alle analisi filogenetiche risulta monofiletica (sia formata da un solo genere che da tutti e quattro). Qui sotto sono rappresentati due possibile cladogrammi (in base alle ultime ricerche filogenetiche) sulle specie della sottofamiglia. Nel primo cladogramma i generi di questa tribù formano un clade saldamente collocato come "gruppo fratello" al resto della sottofamiglia, ad eccezione della tribù Streptogyneae. Il secondo cladogramma è leggermente diverso in quanto la tribù Ehrharteae è "gruppo fratello" della tribù Oryzeae), Nel secondo cladogramma inoltre è indicata (semplificata) anche l'evoluzione del numero degli stami nell'ambito della tribù.
|  | Ehrharteae                                                  |
|  |                                                             |
|  | \| \| Phyllorachideae \| \| \| \| \| \| Oryzeae \| \| \| \| |
|  |                                                             |
|  | Phyllorachideae                                             |
|  |                                                             |
|  | Oryzeae                                                     |
|  |                                                             |

|  | Phyllorachideae |
|  |                 |
|  | Oryzeae         |
|  |                 |

|  | Ehrharteae                                                  |
|  |                                                             |
|  | \| \| Phyllorachideae \| \| \| \| \| \| Oryzeae \| \| \| \| |
|  |                                                             |
|  | Phyllorachideae                                             |
|  |                                                             |
|  | Oryzeae                                                     |
|  |                                                             |

|  | Phyllorachideae |
|  |                 |
|  | Oryzeae         |
|  |                 |

| xxx2_stamixxx | Zotovia+Microlaena                                                                                                   |
|               | Zotovia+Microlaena                                                                                                   |
|               | \| \| Ehrharta (perenne + annuale) \| \| \| \| \| xxx3_stamixxx \| Ehrharta (annuale) \| \| \| Ehrharta (annuale) \| |
|               | |
|               | Ehrharta (perenne + annuale)                                                                                         |
|               | |
| xxx3_stamixxx | Ehrharta (annuale)                                                                                                   |
|               | Ehrharta (annuale)                                                                                                   |

|               | Ehrharta (perenne + annuale) |
|               |                              |
| xxx3_stamixxx | Ehrharta (annuale)           |
|               | Ehrharta (annuale)           |

| xxx2_stamixxx | Zotovia+Microlaena                                                                                                   |
|               | Zotovia+Microlaena                                                                                                   |
|               | \| \| Ehrharta (perenne + annuale) \| \| \| \| \| xxx3_stamixxx \| Ehrharta (annuale) \| \| \| Ehrharta (annuale) \| |
|               | |
|               | Ehrharta (perenne + annuale)                                                                                         |
|               | |
| xxx3_stamixxx | Ehrharta (annuale)                                                                                                   |
|               | Ehrharta (annuale)                                                                                                   |

|               | Ehrharta (perenne + annuale) |
|               |                              |
| xxx3_stamixxx | Ehrharta (annuale)           |
|               | Ehrharta (annuale)           |

| xxx2_stamixxx | Zotovia+Microlaena                                                                                                   |
|               | Zotovia+Microlaena                                                                                                   |
|               | \| \| Ehrharta (perenne + annuale) \| \| \| \| \| xxx3_stamixxx \| Ehrharta (annuale) \| \| \| Ehrharta (annuale) \| |
|               | |
|               | Ehrharta (perenne + annuale)                                                                                         |
|               | |
| xxx3_stamixxx | Ehrharta (annuale)                                                                                                   |
|               | Ehrharta (annuale)                                                                                                   |

|               | Ehrharta (perenne + annuale) |
|               |                              |
| xxx3_stamixxx | Ehrharta (annuale)           |
|               | Ehrharta (annuale)           |

| xxx2_stamixxx | Zotovia+Microlaena                                                                                                   |
|               | Zotovia+Microlaena                                                                                                   |
|               | \| \| Ehrharta (perenne + annuale) \| \| \| \| \| xxx3_stamixxx \| Ehrharta (annuale) \| \| \| Ehrharta (annuale) \| |
|               | |
|               | Ehrharta (perenne + annuale)                                                                                         |
|               | |
| xxx3_stamixxx | Ehrharta (annuale)                                                                                                   |
|               | Ehrharta (annuale)                                                                                                   |

|               | Ehrharta (perenne + annuale) |
|               |                              |
| xxx3_stamixxx | Ehrharta (annuale)           |
|               | Ehrharta (annuale)           |

| xxx2_stamixxx | Zotovia+Microlaena                                                                                                   |
|               | Zotovia+Microlaena                                                                                                   |
|               | \| \| Ehrharta (perenne + annuale) \| \| \| \| \| xxx3_stamixxx \| Ehrharta (annuale) \| \| \| Ehrharta (annuale) \| |
|               | |
|               | Ehrharta (perenne + annuale)                                                                                         |
|               | |
| xxx3_stamixxx | Ehrharta (annuale)                                                                                                   |
|               | Ehrharta (annuale)                                                                                                   |

|               | Ehrharta (perenne + annuale) |
|               |                              |
| xxx3_stamixxx | Ehrharta (annuale)           |
|               | Ehrharta (annuale)           |

| xxx2_stamixxx | Zotovia+Microlaena                                                                                                   |
|               | Zotovia+Microlaena                                                                                                   |
|               | \| \| Ehrharta (perenne + annuale) \| \| \| \| \| xxx3_stamixxx \| Ehrharta (annuale) \| \| \| Ehrharta (annuale) \| |
|               | |
|               | Ehrharta (perenne + annuale)                                                                                         |
|               | |
| xxx3_stamixxx | Ehrharta (annuale)                                                                                                   |
|               | Ehrharta (annuale)                                                                                                   |

|               | Ehrharta (perenne + annuale) |
|               |                              |
| xxx3_stamixxx | Ehrharta (annuale)           |
|               | Ehrharta (annuale)           |

| xxx2_stamixxx | Zotovia+Microlaena                                                                                                   |
|               | Zotovia+Microlaena                                                                                                   |
|               | \| \| Ehrharta (perenne + annuale) \| \| \| \| \| xxx3_stamixxx \| Ehrharta (annuale) \| \| \| Ehrharta (annuale) \| |
|               | |
|               | Ehrharta (perenne + annuale)                                                                                         |
|               | |
| xxx3_stamixxx | Ehrharta (annuale)                                                                                                   |
|               | Ehrharta (annuale)                                                                                                   |

|               | Ehrharta (perenne + annuale) |
|               |                              |
| xxx3_stamixxx | Ehrharta (annuale)           |
|               | Ehrharta (annuale)           |

| xxx2_stamixxx | Zotovia+Microlaena                                                                                                   |
|               | Zotovia+Microlaena                                                                                                   |
|               | \| \| Ehrharta (perenne + annuale) \| \| \| \| \| xxx3_stamixxx \| Ehrharta (annuale) \| \| \| Ehrharta (annuale) \| |
|               | |
|               | Ehrharta (perenne + annuale)                                                                                         |
|               | |
| xxx3_stamixxx | Ehrharta (annuale)                                                                                                   |
|               | Ehrharta (annuale)                                                                                                   |

|               | Ehrharta (perenne + annuale) |
|               |                              |
| xxx3_stamixxx | Ehrharta (annuale)           |
|               | Ehrharta (annuale)           |

Si stima che la tribù Ehrharteae abbia iniziato a divergere circa 40 - 28 milioni di anni fa, nel tardo Eocene o all'inizio dell'Oligocene. Attorno a questo periodo la terra nel suo insieme stava diventando più fredda, mentre la concentrazione globale di CO2 stava scendendo. Si ritiene anche che l'antenato comune di Ehrhartea sia stato australiano; la filogenesi suggerisce, come probabile direzione della dispersione, dall'Australia all'Africa meridionale La ricostruzione degli antenati di Ehrharteae indica che queste piante si sono sviluppate inizialmente in zone piovose; quindi le specie di Ehrharta successivamente si sono irradiate in habitat molto più secchi del Sudafrica, probabilmente durante il tardo Miocene.